# Józef Heller

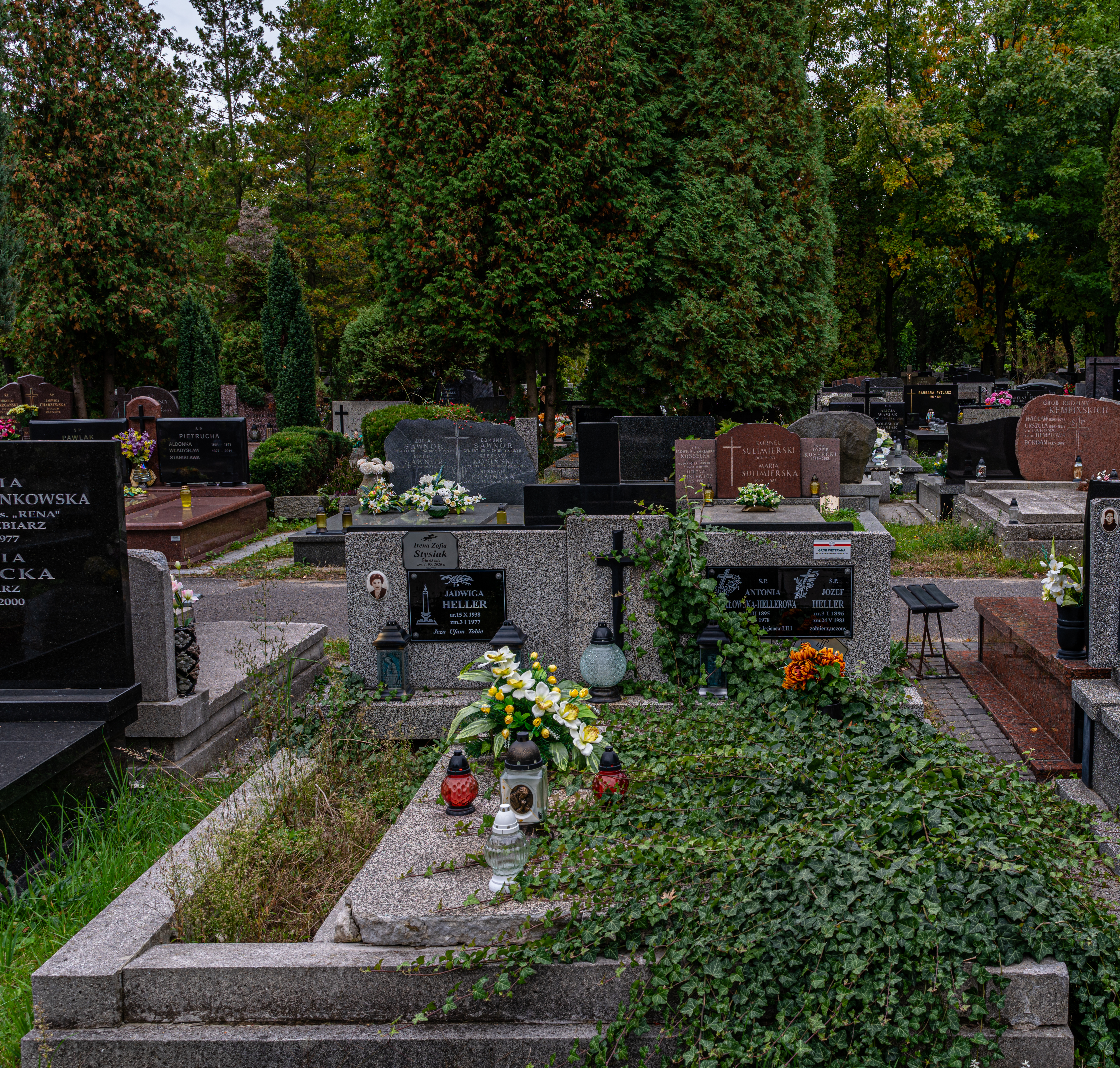
Grób Józefa Hellera na cmentarzu komunalnym Północnym w Warszawie

Józef Heller (ur. 3 stycznia 1896 we Lwowie, zm. 24 maja 1982 w Warszawie) – polski biochemik i entomolog, profesor Uniwersytetu Lwowskiego, Uniwersytetu Wrocławskiego i Akademii Medycznej w Warszawie, major lekarz Wojska Polskiego, wyznania mojżeszowego.

## Życiorys
Urodził się 3 stycznia 1896 we Lwowie, w rodzinie Samuela, profesora gimnazjum, i Gustawy. Ukończył szkołę podstawową w Tarnopolu. Następnie kształcił się w VI Gimnazjum Klasycznym we Lwowie, gdzie w czerwcu 1914 złożył egzamin maturalny. Od 1912 był członkiem Związku Strzeleckiego. Po wybuchu I wojny światowej zaciągnął się w szeregi Legionów Polskich. Służył w 4., a później 2. kompanii I baonu 1. pp. Po bitwie pod Łowczówkiem, ciężko chory na czerwonkę i serce, został odesłany do szpitala. W maju 1915 r. zwolniono go z Legionów. Przyjęty ponownie, od lutego 1916 r. służył w baonie rekruckim, później przebywał w Domu Uzdrowieńców w Kamieńsku. Od 1918 r. w WP, walczył w 5 pułku piechoty. Brał udział w walkach o Lwów i późniejszych starciach z Ukraińcami w Małopolsce Wschodniej, w roku 1920 w wojnie polsko-bolszewickiej. Odznaczył się bohaterstwem w bitwie pod Borodzianką – w czasie przebijania się III baonu 5. pp 12 VI 1920 r. pod wsią Nowe Groble samotnie wynosił rannych żołnierzy pod bardzo silnym ogniem z pierwszej linii z pola boju. Później uczestniczył w III powstaniu śląskim. 8 stycznia 1924 został zatwierdzony w stopniu kapitana ze starszeństwem z dniem 1 czerwca 1919 i 64. lokatą w korpusie oficerów rezerwy sanitarnych, grupa podlekarzy. Posiadał przydział w rezerwie do 6 batalionu sanitarnego we Lwowie. W 1922 ukończył rozpoczęte w 1916 studia lekarskie na Wydziale Lekarskim Uniwersytetu Jana Kazimierza, uzyskując dyplom doktora wszech nauk lekarskich. Pozostał na Uniwersytecie jako asystent prof. Jakuba Parnasa w Katedrze Chemii Lekarskiej, a następnie prof. Zdzisława Steusinga w Zakładzie Higieny. Równocześnie od 1926 prowadził zorganizowaną przez siebie Pracownię Analityczną Ubezpieczalni Społecznej, a od 1936 do wybuchu II wojny światowej filię Państwowego Zakładu Higieny w Krakowie. W 1937 habilitował się pracą „Badania nad przeobrażeniem owadów”, którą przedstawił na Uniwersytecie Stefana Batorego. W 1931 zasiadł w wydziale Małopolskiego Strażackiego Klubu Sportowego „Leopolia”. Na stopień majora rezerwy został awansowany ze starszeństwem z dniem 19 marca 1939 i 14. lokatą w korpusie oficerów zdrowia, grupa lekarzy. Należał do Związku Legionistów Polskich, był członkiem Zarządu Oddziału we Lwowie, przez pewien czas pełnił funkcję wiceprezesa (w 1931 r.). 
Po wybuchu II wojny światowej został zmobilizowany do 10 Szpitala Okręgowego w Przemyślu. Po wznowieniu w 1940 przez władze radzieckie działalności Uniwersytetu Lwowskiego otrzymał stanowisko kierownicze w Katedrze Chemii Ogólnej Instytutu Matematycznego. W 1942 przedostał się do Warszawy, gdzie wykładał na konspiracyjnym Uniwersytecie Warszawskim. Po upadku powstania warszawskiego został wywieziony do obozu pracy w Hanowerze, gdzie przebywał do wyzwolenia przez aliantów. Od sierpnia 1945 do 31 stycznia 1946 był komendantem Polskiego Szpitala Wojskowego w Bomlitz, w Niemczech. Należał do grupy założycieli Polskiego Związku Wychodźstwa Przymusowego.
Po powrocie do Polski (7 lutego 1946) został skierowany do Wrocławia, gdzie został wykładowcą w Katedrze Fizjologii Zwierząt Wydziału Przyrodniczego Uniwersytetu, w 1946 uzyskał tytuł profesora nadzwyczajnego, a w 1948 profesora zwyczajnego. Następnie wyjechał do Szczecina, gdzie zorganizował filię Państwowego Zakładu Higieny, po powrocie do Wrocławia kierował tamtejszą filią, a równocześnie pełnił funkcję konsultanta naukowego w Akademii Medycznej w Zabrzu Rokitnicy. W 1951 zamieszkał w Warszawie, gdzie objął stanowisko kierownika Katedry Chemii Fizjologicznej Akademii Medycznej oraz rozpoczął organizację Działu Biochemii Państwowego Zakładu Higieny w Warszawie. Dwa lata później był założycielem Zakładu Biochemii Polskiej Akademii Nauk, który w 1957 został przekształcony w Instytut Biochemii i Biofizyki, a prof. Józef Heller piastował w nim stanowisko dyrektora. W 1967 przeszedł w stan spoczynku, ale nadal pełnił funkcję przewodniczącego Rady Naukowej.
Przez wiele lat był redaktorem serii biologicznej „Biuletynu Polskiej Akademii Nauk” oraz „Postępów Biochemii”, był twórcą haseł dotyczących biochemii w Wielkiej Encyklopedii Powszechnej PWN. Pełnił funkcję pierwszego przewodniczącego Komitetu Biochemicznego PAN.
Był żonaty z Antonią z Mokłowskich (1895–1978), z którą miał cztery córki: Janinę Wandę, Zofię, Marię (1928–2008) i Jadwigę (1938–1977).
Zmarł w Warszawie, pochowany na cmentarzu komunalnym Północnym (kwatera W-VII-4-13-5/6).

## Główne osiągnięcia naukowe
- Odkrycie ammoniogenezy we krwi, konstrukcja aparatu Parnasa-Hellera do oznaczania mikroilości amoniaku;
- Odkrycie zjawiska przeobrażenia powolnego i doraźnego na przykładzie zmrocznika wilczomleczka;
- Badanie nad możliwością cyklu pentozowego w przemianie materii prątków Mycobacterium phlei;
- Ustalenie odwrotnie proporcjonalnej zależności zawartości fosforanu nieorganicznego w hemolimfie do wysokości tej przemiany (wspólnie z Antoniną Mokłowską-Heller).

## Członkostwo
- Polska Akademia Nauk – członek korespondent 1952, członek rzeczywisty 1961;
- Wrocławskie Towarzystwo Naukowe;
- Towarzystwo Przyrodników im. Mikołaja Kopernika;
- Polskie Towarzystwo Fizjologiczne;
- Polskie Towarzystwo Biochemiczne – członek założyciel i członek honorowy;
- Wiceprzewodniczący Międzynarodowej Unii Biochemicznej;
- Międzynarodowy Komitet Standaryzacji w Biologii Człowieka – członek zarządu;
- Niemiecka Akademia Przyrodników Leopoldina (niem. Deutsche Akademie der Naturforscher Leopoldina).

## Ordery i odznaczenia
- Krzyż Komandorski z Gwiazdą Orderu Odrodzenia Polski (1971)[14]
- Krzyż Komandorski Orderu Odrodzenia Polski
- Krzyż Niepodległości (9 listopada 1931)[15]
- Krzyż Walecznych[3] (dwukrotnie)[5]
- Złoty Krzyż Zasługi (1936)[4]
- Medal 10-lecia Polski Ludowej (13 stycznia 1955)[16]
- Odznaka „Za wierną służbę”[2]
- Odznaka pamiątkowa „Orlęta”[5]